# 明南街道
明南街道，是中华人民共和国安徽省滁州市明光市下辖的一个乡镇级行政单位。

## 行政区划
明南街道下辖以下地区：
横山村、坝西村、仓湖村、林圩村和大辛村。